# Celia (nome)
Celia  è un nome proprio di persona italiano femminile.

## Varianti
- Alterati: Celina
- Maschile: Celio[1]

### Varianti in altre lingue
- Inglese: Celia[1][2]
- Latino: Caelia[1][2]
- Polacco: Celia
- Portoghese: Célia[1]
- Spagnolo: Celia[1]

## Origine e diffusione
Deriva dal latino Caelia, femminile di Caelius, nome di una gens romana; si basa sul termine caelum ("cielo" o "paradiso"), e può quindi significare "celeste", "del paradiso". Altre fonti lo riconducono al greco κοῖλος (koilos, "caverna"), latinizzato poi in Celius.
Viene utilizzato anche come ipocoristico di Cecilia. In inglese venne introdotto da Shakespeare, che lo usò nella commedia Come vi piace.

## Onomastico
L'onomastico si festeggia lo stesso giorno della forma maschile Celio, il 27 luglio, in onore di san Celio eremita.

## Persone
- Celia, cantautrice rumena
- Celia Concordia, vestale romana
- Celia Cruz, cantante cubana naturalizzata statunitense
- Celia Imrie, attrice britannica
- Celia Johnson, attrice britannica
- Celia Thaxter, poetessa e scrittrice statunitense
- Celia Weston, attrice statunitense

## Il nome nelle arti
- Celia è un personaggio della commedia pastorale di William Shakespeare Come vi piace.
- Celia è un personaggio della commedia di Ben Jonson Volpone.
- Celia è un personaggio del webcomic The Order of the Stick.
- Celia Amonte è un personaggio del film del 2002 Passionada.
- Celia Coplestone è un personaggio del dramma di Thomas Stearns Eliot The Cocktail Party.
- Celia Fortner è un personaggio del videogioco Castlevania: Dawn of Sorrow.
- Celia Hills è un personaggio della serie Inazuma Eleven.
- Celia Hodes è un personaggio della serie televisiva Weeds.
- Celia Morales è un personaggio della serie televisiva Melrose Place.
- Celia Ravenscroft è un personaggio del romanzo di Agatha Christie Gli elefanti hanno buona memoria.
- Celia Solis è un personaggio della serie televisiva Desperate Housewives.
- Celia è una canzone del gruppo Toots & the Maytals.